# Peist
Peist är en ort och tidigare kommun i regionen Plessuri den schweiziska kantonen Graubünden. Peost ligger i mellersta delen av Schanfiggdalen, på bergskedjan Hochwangkettes sydsluttning, cirka 250 meter ovanför Plessur-floden. Från och med 2013 ingår den i kommunen Arosa, vars huvudort ligger ungefär en dryg mil söder om Peist. Många arbetspendlar till kantonshuvudstaden Chur, som ligger 15 kilometers körväg västerut.
Byn var rätoromanskspråkig fram till 1300-talet, då tyska språket vann insteg genom inflyttning av walsertyskar från byarna längre upp i dalen. Kyrkan nämns första gången 1487, och blev reformert 1530. Den katolska minoritet som finns i dag söker kyrka i kommunens centralort.